# Acropyga paludis
Acropyga paludis är en myrart som beskrevs av Weber 1944. Acropyga paludis ingår i släktet Acropyga och familjen myror. Inga underarter finns listade i Catalogue of Life.